# Silo de El Cuervo II
El silo de El Cuervo II es un silo de grano situado en el municipio español de Jerez de la Frontera, en la provincia de Cádiz. Se encuentra ubicado junto a las vías de la línea férrea Madrid-Cádiz.

## Historia
Su construcción fue promovida por el Servicio Nacional de Productos Agrarios (SENPA), heredero del antiguo Servicio Nacional del Trigo que había operado durante el régimen franquista. Pertenece a la serie de los llamados «macrosilos» y su principal característica es el uso de celdas circulares que aprovechan mejor el espacio interior de cara al almacenaje de productos agrícolas. La unidad entró en servicio en 1976, contando con una capacidad de almacenamiento de 20.000 toneladas.

## Características
Se trata de un silo del tipo T. Posee una altura máxima de 61 metros, estando constituida su estructura por un conjunto de celdas hexagonales no regulares de hormigón armado; cada celda tiene un diámetro de 5,60 metros. Presenta un alto grado de mecanización, lo que le confiere una gran funcionalidad de cara a las labores de depósito. Posee una capacidad de almacenamiento de 20.000 toneladas. Antiguamente las instalaciones estaban enlazadas con la red ferroviaria a través de un ramal que partía de la cercana estación de El Cuervo, con una vía destinada a la carga del grano.